# 904
904 (CMIV) var ett skottår som började en söndag i den julianska kalendern.

## Händelser

### Januari
- 29 januari – Sedan Leo V har blivit avsatt och mördad året innan väljs Sergius III till påve.

### Okänt datum
- Royal Mint skapas i England.
- Thessalonica plundras av saracenerna under Leo av Tripoli.

## Födda
- Ethelweard, kung av Wessex 924
- Edgiva av Kent, drottning av Wessex 919–924 (gift med Edvard den äldre) (född senast detta år)

## Avlidna
- Christoforus, motpåve sedan 903
- Ki no Tomonori, japansk författare